# Trasposizione di Beckmann
La trasposizione di Beckmann, che prende il nome dal chimico tedesco Ernst Otto Beckmann (1853–1923), è una reazione di riarrangiamento, in catalisi acida, di un'ossima a dare un'ammide. Le ammidi cicliche prendono il nome di lattami.
Questa reazione di esempio, che parte dal cicloesanone, passa per la formazione dell'ossima del cicloesanone come intermedio di reazione e porta alla formazione di un caprolattame, è una delle più importanti applicazioni della trasposizione di Beckmann, in quanto il caprolattame è a materia prima per la produzione del Nylon.

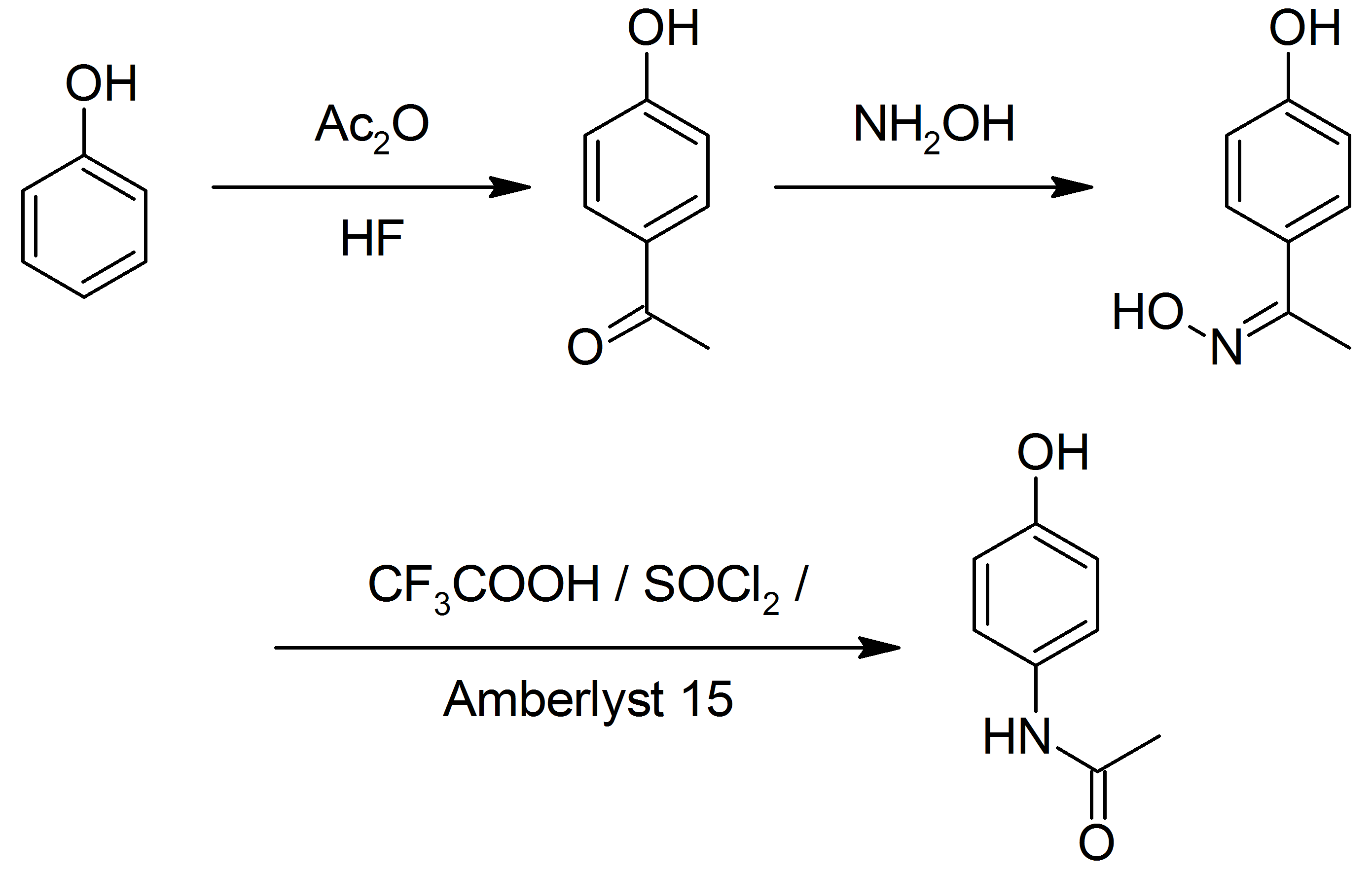
Sintesi del paracetamolo che utilizza la trasposizione di Beckmann, per la conversione del 4-idrossiacetofenone a N-(4-idrossifenil)etanammide.

Una sintesi industriale del paracetamolo sviluppata da Hoechst–Celanese coinvolge la conversione di un chetone a chetossima tramite idrossilammina.
La soluzione di Beckmann è composta da acido acetico, acido cloridrico e anidride acetica, e fu molto usata per la catalisi della reazione. Altri acidi, come l'acido solforico o l'acido fosforico, possono essere usati. L'acido solforico è il più comunemente usato per la produzione industriale di lattami grazie alla produzione di solfato d'ammonio come sottoprodotto quando è trattato con ammoniaca. Il solfato d'ammonio è un comune fertilizzante agricolo in quanto fonte di composti azotati e solforati.

## Meccanismo della reazione
Il meccanismo di reazione della trasposizione di Beckmann si ritiene consista in una migrazione alchilica con l'espulsione di un gruppo idrossilico e la formazione di uno ione nitrilio seguita da idrolisi:
In uno studio, il meccanismo è stabilito in silico tenendo conto della presenza di sostituenti e di molecole solventi. Il riarrangiamento dell'ossima dell'acetone nella soluzione di Beckmann coinvolge tre molecole di acido acetico e un protone (presente sotto forma di ione ossonio). Nello stato di transizione che porta allo ione imminio(complesso-σ), il gruppo metilico migra sull'atomo di azoto con un meccanismo concertato e il gruppo ossidrilico viene espulso. L'atomo di ossigeno del gruppo ossidrilico è stabilizzato da tre molecole di acido acetico. Nello step successivo il carbonio elettrofilo dello ione nitrilio viene attaccato dall'acqua e il protone è ridonato all'acido acetico. Nello stato di transizione che porta all'acido N-metil acetammidico, l'ossigeno dell'acqua viene coordinato con 4 atomi. Nel terzo step, un meccanismo di isomerizzazione protona l'atomo di azoto ad ammide.
La stessa procedura con lo ione idronio e 6 molecole di acqua ha lo stesso risultato, ma, quando il sostituente che migra è il gruppo fenilico nella reazione tra l'ossima dell'acetofenone con acido acetico protonato, il meccanismo favorisce la formazione di un complesso-π intermedio di tre membri. Questo complesso-π non è ancora stato trovato nel H3O+(H2O)6.
Con l'ossima del cicloesanone, la tensione d'anello porta ad un terzo meccanismo di reazione, che conduce direttamente al caprolattame protonato in un singolo step concertato senza la formazione intermedia di complessi σ o π.

## Catalizzatori
La reazione di Beckmann è nota per la possibilità di essere catalizzata dal cloruro cianurico, in co-catalisi di cloruro di zinco. Per esempio, il ciclododecanone può essere convertito nel corrispondente lattame, un monomero per la produzione di Nylon - 12.
Il meccanismo per questa reazione si basa su un ciclo di catalisi con il cloruro cianurico, che attiva il gruppo  idrossilico tramite una sostituzione nucleofila aromatica. Il prodotto di reazione è dislocato e riposto dal nuovo reagente attraverso il complesso intermedio di Meisenheimer.

## Frammentazione di Beckmann
Quando l'ossima reca un carbonio quaternario in posizione antiplanare rispetto al gruppo idrossilico accade una frammentazione che forma un nitrile:
Il donatore di fluoro in questa reazione è il dietilenamminosolfuro di trifluoro:

## Reazione di Semmler–Wolff
L'ossima del cicloesenone con acidi forma anilina in una reazione di deidrogenazione - aromatizzazione chiamata Reazione di Semmler–Wolff or Aromatizzazione di Wolff